# Biełousowo
Biełousowo (ros. Белоу́сово) – miasto w Rosji, w obwodzie kałuskim. W 2010 roku liczyło 8412 mieszkańców.